# Vollinvariante Untergruppe
Vollinvariante Untergruppen sind im mathematischen Teilgebiet der Gruppentheorie betrachtete Untergruppen mit einer Zusatzeigenschaft. Diese Zusatzeigenschaft besagt, dass die Untergruppe unter jedem Endomorphismus der Gruppe invariant ist.

## Definition
Es sei {\displaystyle G} eine Gruppe. Eine Untergruppe {\displaystyle U\subset G} heißt vollinvariant, falls
{\displaystyle \varphi (U)\subset U}   für alle Endomorphismen {\displaystyle \varphi } der Gruppe {\displaystyle G}.

## Beispiele
- Offenbar sind die triviale Untergruppe {\displaystyle \{1\}} und die Gruppe selbst stets vollinvariante Untergruppen. Sind dies die einzigen vollinvarianten Untergruppen, so nennt man die Gruppe vollinvariant-einfach.[3]
- Da homomorphe Bilder von Kommutatoren wieder Kommutatoren sind, ergeben die mit ihnen gebildeten Untergruppen bei der Definition auflösbarer oder nilpotenter Gruppen vollinvariante Gruppen:

{\displaystyle G^{(0)}:=G} und {\displaystyle G^{(n)}:=\left[G^{(n-1)},G^{(n-1)}\right]} für {\displaystyle n>0}, die sogenannte Reihe der abgeleiteten Untergruppen, sie besteht aus vollinvarianten Untergruppen.
{\displaystyle \gamma _{1}G:=G} und {\displaystyle \gamma _{n}G:=\left[G^{(n-1)},G\right]} für {\displaystyle n>0}, die sogenannte absteigende Zentralreihe, sie besteht aus vollinvarianten Untergruppen.
- Bezeichnet {\displaystyle G^{n}} die von allen {\displaystyle n}-ten Potenzen erzeugte Untergruppe, so sind die {\displaystyle G^{n}} ebenfalls vollinvariant.
- Hat eine Gruppe zu einer Primzahl {\displaystyle p} genau eine {\displaystyle p}-Sylowgruppe, so ist diese vollinvariant.[5] In abelschen Gruppen ist das stets der Fall.
- Zentren von Gruppen sind im Allgemeinen nicht vollinvariant. So ist zum Beispiel das Zentrum von A4{\displaystyle \times }ℤ2 nicht vollinvariant.[6]

## Bemerkungen
Für Untergruppen einer Gruppe bestehen offenbar folgende Implikationen:
vollinvariant   {\displaystyle \Rightarrow }   charakteristisch   {\displaystyle \Rightarrow }   Normalteiler   {\displaystyle \Rightarrow }   Untergruppe
Die Umkehrungen gelten nicht. Beispielsweise sind Zentren von Gruppen stets charakteristisch, aber im Allgemeinen nicht vollinvariant, wie obigen Beispielen zu entnehmen ist.
Häufig betrachtet man in der Gruppentheorie Gruppen mit Operatorenbereich. Dabei handelt es sich um eine Menge {\displaystyle \Omega }, so dass zu jedem {\displaystyle \omega \in \Omega } ein Endomorphismus {\displaystyle \varphi _{\omega }} der Gruppe definiert ist. Beispielsweise kann man {\displaystyle R}-Moduln als abelsche Gruppen betrachten, so dass zu jedem Ringelement {\displaystyle r\in R} der Endomorphismus {\displaystyle \varphi _{r}} der Skalarmultiplikation mit {\displaystyle r} erklärt ist, in diesem Fall ist {\displaystyle \Omega =R}. Oder man kann jede Gruppe {\displaystyle G} mit dem Operatorenbereich {\displaystyle \Omega =G} ausstatten, wobei {\displaystyle \varphi _{g}} für ein {\displaystyle g\in G} die Konjugation mit {\displaystyle g\in G} sei. Dann interessiert man sich für sogenannte {\displaystyle \Omega }-Unterstrukturen, die diese Operatoren respektieren, das heißt unter den Endomorphismen des Operatorenbereichs invariant bleiben. Auch in diesem Kontext gelten etwa die Isomorphiesätze oder der Satz von Jordan-Hölder. Es ist klar, dass vollinvariante Untergruppen stets {\displaystyle \Omega }-Unterstrukturen sind.
Die vollinvarianten Untergruppen einer Gruppe bilden einen abgeschlossenen Verband. Vollinvarianz ist zudem transitiv, das heißt, ist {\displaystyle U\subset G} eine vollinvariante Untergruppe von {\displaystyle G} und {\displaystyle V\subset U} vollinvariante Untergruppe in {\displaystyle U}, so ist {\displaystyle V} auch vollinvariant in {\displaystyle G}.